# هام فیلمز
هام فیلمز (انگلیسی: Hum Films) شرکت فیلم‌سازی پاکستانی است، که در سال ۲۰۱۴ تأسیس شد.